# Богатырёв, Владимир Григорьевич (писатель)
Владимир Григорьевич Богатырёв (1937, Сталиногорск, Узловский район — неизвестно) — русский советский писатель.

## Биография
Родился в рабочей семье выходцев из раскулаченных крестьян Орловской губернии.
Среднее образование получил в вечерней школе, работал лесогоном на шахте, плотником, ремонтником на железной дороге. Неудачно поступал в Литературный институт. Окончил Московский библиотечный институт (1960), после окончания института по распределению уехал в Калмыкию, затем работал в Подмосковье.
Первые стихотворение напечатал в 1958-м году в журнале «Смена», а в 1966 году в «Новом мире» цикл рассказов о деревне Каменка.
Член Союза писателей СССР с 1971 года.
Секретарь правления Московской писательской организации по приёму.
Окончил Высшие литературные курсы (1987).
Имел статут «Лицо, пострадавшее от политических репрессий»
Был женат, трое детей

## Оценки современников
Фигурант письма Андрея Мальгина («Письмо другу-литературоведу», 1989): 
Есть железное правило, не знающее исключений. Чем известнее ты, чем активнее участвуешь в литературном процессе, тем труднее тебе будет вступить в Союз писателей. <…> Любопытно ознакомиться со списком членов  <…> приемной комиссии. Состоит там, например, дрессировщица зверей Наталья Дурова. Квалифицированный судья, правда? А кто такие Владимир Богатырёв, Юрий Галкин, Виктор Ильин, Владимир Семёнов? Не знаешь? И я не знаю. И никто не знает.

## Награды и премии
Лауреат ряда литературных премий, в том числе международных.